# Historieta homosexual
La historieta o cómic homosexual, ya sea de índole gay o lésbica, es aquella historieta que presenta connotaciones homosexuales, radicando éstas en el distinto uso que, respecto a los heterosexuales, los gays y lesbianas hacen "del corazón y del sexo, del corazón para enamorarse, del sexo para follar", de tal manera que el cómic auténticamente gay se centra en historias de amor y sexo, pues en las demás es "indiferente la inclinación sexual de los personajes". Las historias de sexo son las pornográficas, mientras que las de amor comprenden "todo lo que del amor homosexual deriva, convivencia, oposición social, ambiente". Hay quien considera, sin embargo, que esta historieta no exige necesariamente la presencia de personajes gais, ya que el factor gay puede estar presente también como un tipo de enfoque.[cita requerida]

## Características
La historieta homosexual muestra una gran variedad de formas y contenidos, aunque en términos generales se puede decir que ha reproducido la antigua dualidad entre un cómic de grafismo realista y otro de grafismo distorsionado y caricaturesco que surgiera en el medio en los años 30 del siglo pasado, aplicándose la primera gama de estilos a las historias pornográficas, y la segunda, a las de amor.

## Historia

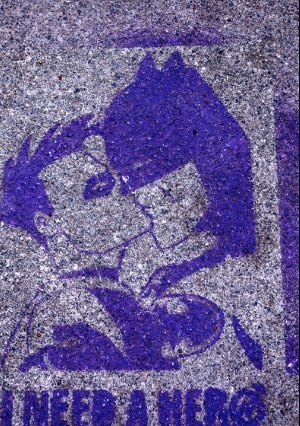
La relación entre Batman y Robin es uno de los temas en discusión dentro de los cómics de superhéroes.

Dada su condición de medio de comunicación de masas, el cómic, como el cine, excluyó durante años a los gays y sus circunstancias de sus publicaciones oficiales, con el agravante, además, de que gran parte de su producción clásica se dirigía a un público lector que estaba compuesto en gran medida por infantes.
Si bien se ha mencionado la existencia implícita de relaciones homosexuales entre personajes clásicos, como hiciera el psicólogo Fredric Wertham en su clásico Seduction of the Innocent (1954) respecto a Batman y Robin, lo cierto es que las revistas denominadas coloquialmente beefcake fueron el primer medio de manifestación de la historieta homosexual. No sería hasta los años 80 cuando estas orientaciones sexuales empezaron a ser reflejadas en la cultura oficial de masas.
En 1992 se declara homosexual el primer superhéroe del Universo Marvel Jean-Paul Beaubier conocido como Estrella del Norte. Se trata de un personaje mutante creado por Chris Claremont (guion) y John Byrne (dibujo) en 1979. El número 50 de Astonishing X-Men, publicado en junio de 2012, se centraba en la boda homosexual con su novio, el representante deportivo Kyle Jinadu, en una ceremonia en Nueva York no exenta de contratiempos.

"El Universo Marvel siempre ha reflejado el mundo que hay al otro lado de la ventana por lo que nos esforzamos para asegurarnos de que nuestros personajes, relaciones e historias están pegadas a esa realidad."
Axel Alonso (editor jefe de Marvel, 2012) 

En 2006 las XI Jornadas del Cómic Villa de Avilés estuvieron dedicadas al cómic de esta orientación.

## Tipos
Podemos distinguir varios tipos:

### Historieta homosexual masculina o cómic gay
Internacional

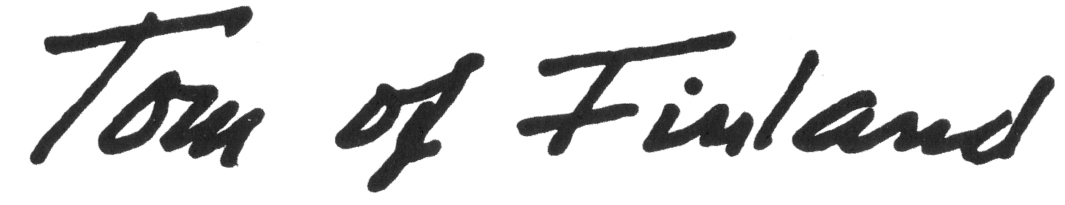
Firma de Touko Laaksonen - Tom of Finland

Touko Laaksonen comenzó el año 1957 publicando unos sensuales dibujos en la revista americana Physique Pictorial; para no tener problemas en su país de origen firmaba bajo el seudónimo de Tom of Finland. Rápidamente llamó la atención del público gay a quienes dedicara sus primeros álbumes aparecidos en el año 1973 y publicaría entre 1968 y 1986 una serie de historietas denominadas Kake, cuyo título correspondía al nombre del protagonista. Fue un artista pionero en América que revolucionó la imagen de la masculinidad desde una óptica gay.

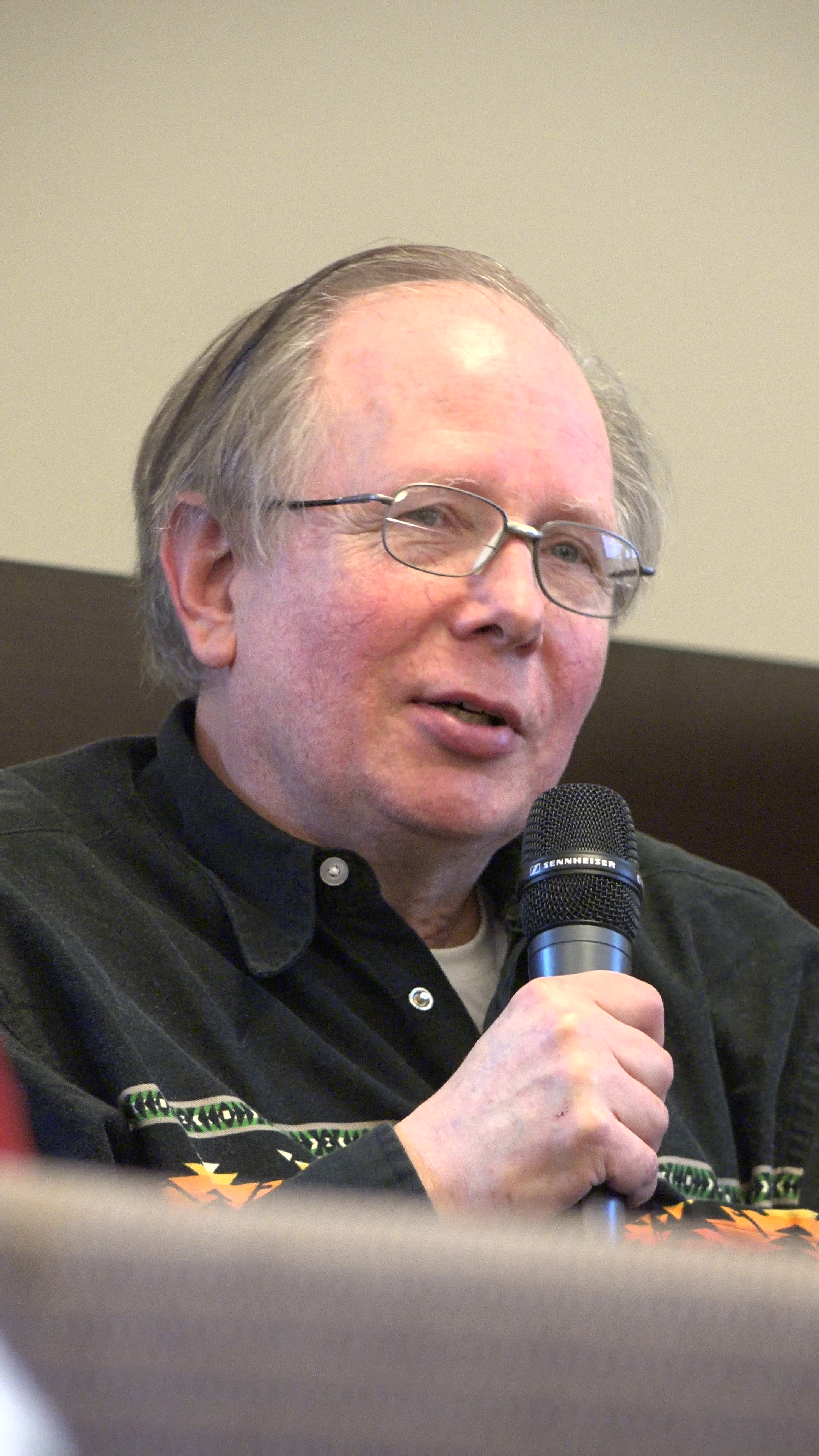
Howard Cruse durante una conferencia

Por su parte en Estados Unidos destaca el trabajo de Howard Cruse con Wendel (1985), publicada a lo largo de los años 80 en la revista The Advocate, aunque su obra culminante es Mundos Diferentes (Stuck Rubber Baby, 1995), ganadora en 1996 de los premios Eisner y Harvey. La historieta narra el despertar personal, social y político de un joven gay en un pueblo sureño de los Estados Unidos, en donde reina el Ku Kux Klan. Cruse plantea no sólo el problema de la homofobia, sino también la del racismo y la de cualquier tipo de intolerancia. Una obra más reciente es Los chicos de la acera de enfrente (La Cúpula, 2005) de Robert Kirby narra las aventuras amorosas de un grupo de veintiañeros en la ciudad de Nueva York.

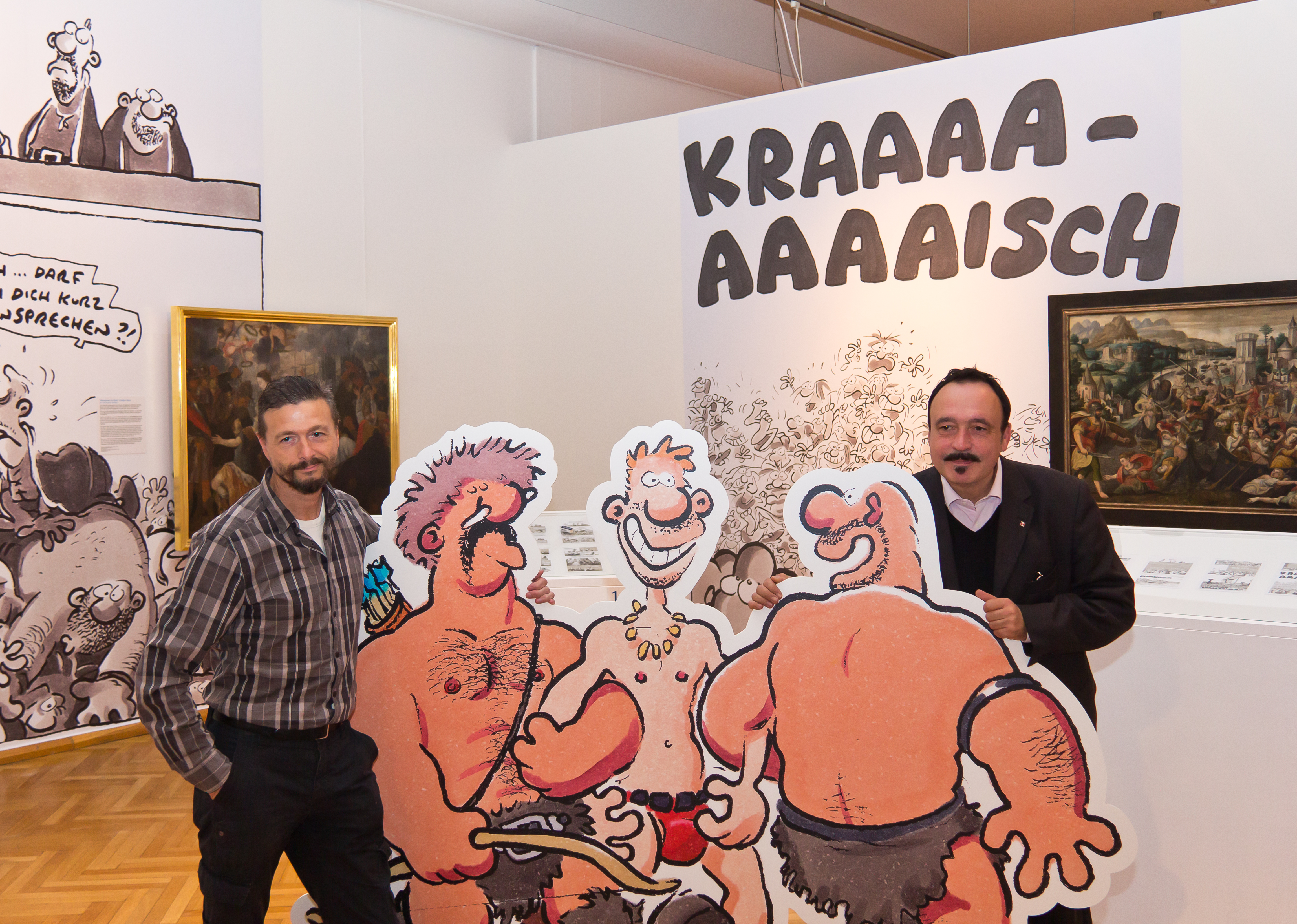
Ralf König (izda.) con algunas de sus ilustraciones

Paulatinamente el cómic gay abandona su lado subversivo para convertirse en un producto más del incipiente mercado rosa (negocios pensados para un consumidor gay) desactivándole de su carácter transgresor. El alemán Ralf König (Soest, 8 de agosto de 1960) se considera el punto de inflexión en el cómic LGTB realizado en Europa. Responsable en parte de acercar los cómics gais a la cultura popular sus historietas son tremendamente divertidas y amenas para todos los públicos adultos. Sus obras El Hombre Deseado (1987), El condón asesino (1989), Como conejos (2003) y Lisístrata (1987) han sido adaptadas al cine (esta última con producción española), corriendo suertes diferentes.
España

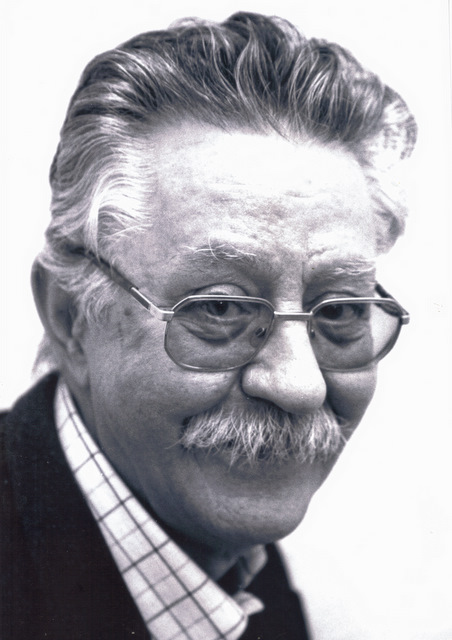
Nazario creador de Anarcoma

El cómic gay tuvo su momento de auge en los años 70 y 80 como movimiento contracultural formando parte de la revolución social de ese momento. Los pocos medios que se necesitaban para su creación y difusión le convirtieron en una inflamable vía de propagación de pensamientos más libres. Así, en la transición española, encontramos a Carlos Berlanga (integrante del grupo Alaska y Dinarama) con su historieta cómica titulada Olga Zana, publicada entre 1988 y 1989 en el diario ABC, sobre la burguesía corrupta. Pero sobre todo hay que hablar de Nazario y de su obra Anarcoma (La Cúpula, 1983). Se trata de un cómic de culto sobre una transexual, no operada, que se convierte en detective. El autor impregna la obra del ambiente canalla de la Barcelona de los años 70. Además una de sus ilustraciones fue utilizada, sin su consentimiento, como portada del disco en vivo de Lou Reed Live: Take No Prisoners (1979), lo que evidencia la estrecha relación en esos momentos del cómic con la vanguardia artística.
En la década de los 80 también puede mencionarse a Pere Olivé cuya serie más importante es Nacho García, chico de compañía (1985) que aborda en clave de humor la prostitución masculina y los conflictos que surgen por las diferencias generacionales entre los chaperos y sus clientes.

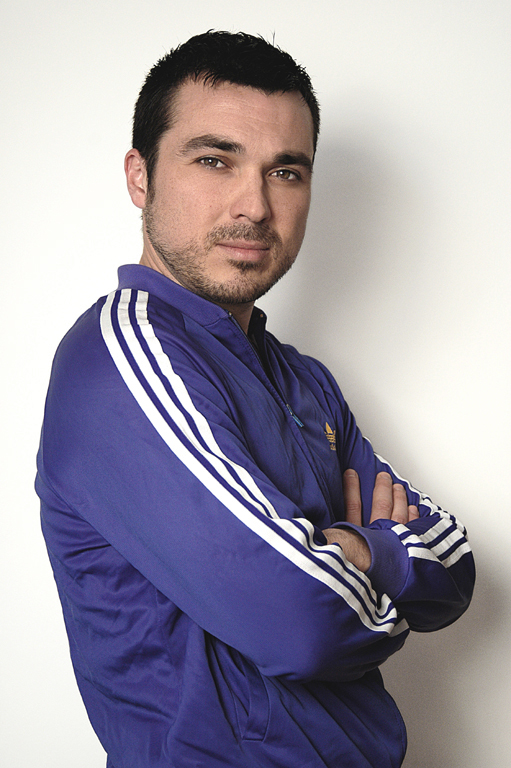
David Cantero autor de Gay Tales

Ya en el nuevo siglo encontramos la revista Claro que sí Cómics (Ed. la Cúpula, 2005-07), que dejó de editarse en invierno del 2007. También destaca el trabajo de David Cantero con obras como Gay Tales (2008), en las que las historietas están más cercanas a la comedia fría y el erotismo. Otro ejemplo lo constituye Carles Ponsí, autor de cómic centrado en temática gay, que dio a luz la serie Sauna Paradise en la revista El Jueves, centrada en las vivencias dentro una sauna gay. También Ismael Álvarez, ilustrador de temática gay, dónde vemos recopilado su trabajo en su libro IN YER FACE (2008).
El cómic gay actualmente intenta salir del gueto para dirigirse con propiedad a la cultura general. Aun así encontramos excepciones que llevan el cómic gay más allá estableciendo nuevas tipologías, como por ejemplo, la adoración del pie masculino en la obra del español Álvaro Dobladez titulada Urko: Íntimo ritual de la adoración nocturna, con una ambientación oscura y gótica y textos de clara inspiración bíblica. El cómic fue rechazado por grandes editoriales, tachándolo de poco comercial, y actualmente solo se puede adquirir en algún sex-shop como artículo relacionado con el fetichismo o mediante compra directa al autor. La que sí llegó a publicarse es Manuel no está solo (2005) de Rodrigo, una historia de amor no correspondido vista desde una óptica intimista, con una rica propuesta estética que pasa del hiperrealismo al expresionismo, incluso al surrealismo.

### Historieta homosexual femenina o cómic lésbico
Los cómics lésbicos suelen estar más centrados en problemas sociales, como el aborto o la reivindicación de la mujer en el campo del trabajo, alejándose así de la corriente más frívola y erótica del cómic gay masculino. Ello no impide encontramos una tórrida escena de sexo lésbico en Unas bollos de cuidado (La Cúpula, 2007) obra de Alison Bechdel.
En la propia España el primer cómic con esta orientación fue Salidas de emergencia de Rosa Navarro y Gema Arquero. Otra artista relacionada es Paige Braddock con su obra El mundo de Jane (La Cúpula, 2005).

### Cómic queer
Ligado a la Teoría queer, nacida del feminismo radical y las teorías de Michel Foucault, existen los denominados cómics queer. Actualmente existen varios grupos en España que trabajan activamente en esta línea de pensamiento. Quizás sea una vuelta más de tuerca, rechazando la normalización, y reivindicando la diferencia. Así los personajes no se autoproclaman gais o lesbianas, sino maricones y tortilleras. No se busca una integración social sino un cambio social más ligado a la primera etapa, la más subversiva, del cómic gay en España.
Como exponente representativo encontramos a Cúlcul el culo (2006) de Sergi Ferré cuyo protagonista es un culo parlante dotado de una disponibilidad total para el sexo. Sus historietas se han publicado en las revistas y comic books Infogai (2005-08), Claro que sí cómics (2007) y Gay Tales (2008). Su primera novela gráfica, Mi culo es la revolución, está pendiente de publicación. El grupo Exóticopop le han dedicado la canción Encúlame (La canción de Cúlcul) que forma parte de la banda sonora de este cómic.

### Historieta de enfoque homosexual
En ocasiones el factor homosexual no está en el contenido sino en el tratamiento o enfoque de la narración. En esta línea encontramos a Roberta Gregory y su hilarante Ha Nacido Un Putón (Bitchy Bitch, 2003) que trata de las desventuras de El Putón, una mujer heterosexual y llena de rabia. Es una obra de un feminismo punzante, que nos presenta un cínico retrato de la comunidad católica.
También hay que nombrar el histriónico Mundo Idiota (Neat Stuff, 1985-89) de Peter Bagge, donde se critican despiadadamente los modelos sociales. Otro ejemplo lo constituye Jamie Hewlett y a su ¡A por los Freebies! (2007), con una estética moderna y cool, en donde incluso uno de sus protagonistas es gay.

## Enlaces
- Ralf König
- Exóticopop
- Álvaro Dobladez
- Alison Bechdel (en inglés)
- Fundación Tom of Finland (en inglés)

- Datos: Q1155184